# Thrawn
Pour le roman de Timothy Zahn, voir Thrawn.
 (juillet 2014).
Si vous disposez d'ouvrages ou d'articles de référence ou si vous connaissez des sites web de qualité traitant du thème abordé ici, merci de compléter l'article en donnant les références utiles à sa vérifiabilité et en les liant à la section « Notes et références ».
Personnage de fiction apparaissant dans
Star Wars.
Thrawn est un personnage de Star Wars. 
Originaire de Rentor, il devient un prestigieux officier militaire au service de l'Empire galactique. Il disparaît peu de temps avant la bataille de Yavin lors de combats contre une cellule rebelle sur Lothal.
Il apparaît pour la première fois dans le roman L'Héritier de l'Empire, paru le 1er mai 1991 et premier volet de la trilogie de La Croisade noire du Jedi fou de Timothy Zahn sortie entre 1991 et 1993. À la suite du rachat de Lucasfilm par The Walt Disney Company en 2012, Thrawn et les œuvres dans lesquelles il apparaît ne sont plus considérées comme canon. Il faut attendre la publication de Thrawn en 2017 pour qu'il fasse à nouveau partie du canon principal.
En plus des romans, Thrawn apparaît dans de nombreux guides, jeux vidéo et figurines, ainsi que dans la série télévisée d'animation Star Wars Rebels puis celle en prise de vues réelles Ahsoka où il est interprété par Lars Mikkelsen.

## Univers
L'univers de Star Wars se déroule dans une galaxie qui est le théâtre d'affrontements entre les chevaliers Jedi et les Seigneurs noirs des Sith, personnes sensibles à la Force, un champ énergétique mystérieux leur procurant des pouvoirs psychiques. Les Jedi maîtrisent le côté lumineux de la Force, pouvoir bénéfique et défensif, pour maintenir la paix dans la galaxie. Les Sith utilisent le côté obscur, pouvoir nuisible et destructeur, pour leurs usages personnels et pour dominer la galaxie.

## Biographie

### Univers officiel

#### CycleThrawn

##### Thrawn
Thrawn est un officier Chiss exilé par son peuple pour avoir effectué des frappes préventives contre des pirates, ce qui va totalement à l'encontre de la doctrine militaire Chiss. En réalité, cet exil fait partie d'un plan fomenté par l'Ascendance Chiss qui envoya Thrawn trouver des alliés capables d'affronter les Grysks, rivaux des Chiss. Il est envoyé sur une planète isolée, où son campement est finalement repéré par le croiseur impérial Vifassaut. Il utilise ses talents pour semer le chaos et convaincre les Impériaux d'emporter son campement afin qu'il puisse se glisser incognito à bord du vaisseau, mais le capitaine du bâtiment le prend à son propre piège et, ayant pressenti l'atout qu'il pouvait être pour l'Empire, décide de l'amener devant l'Empereur en personne,,. C'est également à cette occasion qu'il rencontre une personne qui ne le quittera plus : le cadet Eli Vanto, qui est l'un des rares à l'avoir identifié comme étant un Chiss et à savoir parler le langage de sa région.
Arrivé devant l'Empereur, Thrawn parvient à susciter son intérêt en mentionnant le nom de Skywalker,,. Le souverain décide de l'envoyer, avec Eli pour interprète, à l'Académie impériale au rang de lieutenant pour compléter ses connaissances, notamment sur les protocoles et l'ingénierie impériaux. Arrivés là, lui et son interprète font immédiatement l'objet de moqueries et de discriminations de la part des fils de hauts dignitaires de Coruscant. Toutefois, l'astuce de Thrawn lui permet d'abord d'éviter un piège qui lui aurait valu son renvoi, puis, après avoir été agressé physiquement, de trouver une punition appropriée qui lui évite l'ire des riches et influentes familles de l'Empire.
À sa sortie, il est affecté comme officier d'artillerie sur le patrouilleur Corbeau de Sang, tandis qu'Eli lui est affecté comme assistant, une première dans la Marine impériale. Tous deux sont capturés par des pirates alors qu'il venaient en aide à un cargo en détresse, pirates dirigés par un certain Nevil Cygni. Néanmoins, non seulement Thrawn parvient à s'en sortir en permettant la capture d'une partie des pirates et le sauvetage de l'équipage du cargo, mais en plus, il parvient à manipuler lesdits pirates pour qu'ils révèlent la position du cargo. Toutefois, le chargement extrêmement précieux du cargo a partiellement disparu, ce qui lui vaut une commission d'enquête. Cependant, il rencontre le colonel Yularen du Bureau de la sécurité impériale, qui lui fait rencontrer de hautes personnalités militaires — qui lui évitent la condamnation — et lui révèle l'identité du commanditaire du détournement du cargo : Nightswan. Il rencontre aussi une jeune assistante, Arihnda Pryce.
Finalement, Thrawn est innocenté et promu capitaine, ainsi que second du croiseur Sphex d'Orage. Après avoir démantelé un réseau de contrebandiers de minerai opérant pour Nightswan, le croiseur est appelé en renfort d'une flotte impériale pour mater une rébellion. Toutefois, la flotte est mise en grave difficulté par un nombre impressionnant de chasseurs, et frôle la destruction. Mais Thrawn parvient à comprendre le schéma de combat de l'ennemi et à convaincre son commandant de désobéir aux ordres pour remporter la victoire. Ledit commandant est en conséquence mis à la retraite, et Thrawn prend sa place. Il comprend également partiellement le plan de Nightswan : provoquer des troubles sur des mondes qui sont bien plus efficaces que l'Empire en matière de lutte contre la contrebande afin que celui-ci prenne le contrôle de la planète et que la qualité des douanes s'effondre. C'est également à cette occasion que Thrawn comprend que de titanesques quantités de minerai sont absorbées secrètement par l'Empire.
Il rencontre à nouveau Arihnda Pryce en participant à une enquête du colonel Yularen concernant les centres privés d'instruction de combat, qui forment notamment les gardes du corps de hautes personnalités. C'est en affrontant la maîtresse du dojo que Thrawn comprend que le groupe de pression dont fait partie Pryce est mêlé à des affaires suspectes. Peu après, c'est Pryce qui le contactera pour avoir son aide. En effet, elle est prise au piège par le Moff Ghadi, ennemi personnel de Tarkin qui menace de la faire arrêter pour haute trahison si elle ne lui obéit pas, et s'en prend également à Thrawn en s'assurant que son assistant, Eli Vanto, reste coincé indéfiniment au grade d'assistant et que son vaisseau soit systématiquement bon dernier dans les listes d'attente des chantiers navals. Thrawn comprend que Ghadi a un allié au sein du Bureau de la sécurité impériale et qu'Arihnda connaît l'ennemi de Ghadi : Tarkin. Il lui propose deux options : soit se servir de Tarkin comme épouvantail pour convaincre Ghadi de la ménager, soit s'allier à Tarkin pour éliminer Ghadi.
Peu après, le Sphex d'Orage est appelé sur une dispute territoriale, les colons humains de la planète accusant la population locale de les avoir attaqués et inversement. Thrawn ne met pas longtemps à déduire que les colons vont attaquer en masse pour un dernier gros coup, et que ce qu'ils visent est en réalité un filon contenant le composant de base d'une drogue et qui file sous le territoire des autochtones. Il parvient à arrêter les conspirateurs, mais découvre en même temps que ledit composant est tout à fait légal. Cependant, il opte pour une solution radicale : détruire le filon, initiative politiquement peu judicieuse qui lui vaut de repasser une énième fois en cour martiale. Mais à la suite de l'alliance de Pryce avec le Grand Moff Tarkin, tous les soucis s'écartent pour Thrawn : son assistant est finalement promu — directement au rang de lieutenant-colonel — tandis que lui-même est promu commodore et reçoit le commandement du Destroyer stellaire impérial Chimaera,. 
Alors qu'il porte assistance à un cargo impérial attaqué, mais bien trop tard pour sauver l'équipage, il découvre que ledit cargo transporte en réalité des Wookiees réduits en esclavage et que les attaquants vont s'en prendre à la station de destination du cargo. Encore une fois, les talents de Thrawn lui permettent de remporter la victoire. Peu après, il est de nouveau contacté par Pryce, devenue gouverneure du système Lothal, qui a de nouveau besoin de son aide. Toutefois, elle n'est pas en danger, mais en compétition avec un autre système pour obtenir le marché public concernant les nouveaux chantiers navals de la Marine impériale et, ayant compris que le commodore remarquerait toute tentative de biaiser le rapport, lui fournit une présentation aussi impartiale que possible. Thrawn évalue que Lothal est la mieux placée et rédige son propre rapport en ce sens.
Quelque temps plus tard, il est contacté en personne par le grand patron de la Marine impériale, l'amiral de la flotte Jok Donassius, pour réprimer un soulèvement anti-impérial. En étudiant l'art de la population en soulèvement, Thrawn comprend qu'elle ne suivra qu'un chef qu'elle parviendra à respecter, et trouve un moyen pour discréditer le chef de la rébellion. En effet, le gouverneur humain qui s'est rebellé comptait en réalité profiter de la distraction offerte par l'insurrection pour s'enfuir après avoir dépouillé la population locale de biens précieux. Thrawn révèle publiquement ce plan et parvient ainsi sans trop de mal à mettre un terme à l'insurrection.
Devenu amiral et commandant la 96e force opérationnelle, Thrawn et les amiraux Durril et Kinshara, ainsi que les gouverneurs Restos, Wistran, Estros et Arihnda Pryce sont convoqués pour faire face à une vaste insurrection coordonnée sur plusieurs systèmes. Thrawn se voit d'abord assigné le système Batonn, mais devant son hésitation, l'amiral de la flotte Jok Donassius y assigne l'amiral Durril, Thrawn étant réassigné au système Sammun. Le Chiss donne la stratégie globale pour sa force opérationnelle, puis part avec Eli sur un cargo pour observer l'amiral Durril, dont la force est rapidement mise en miettes par des tirs soigneusement paramétrés de canons ioniques et d'un turbolaser de l'île abritant les insurgés, qui désactivent et endommagent les vaisseaux.
Pendant que les rebelles continuent de démolir la force impériale, Thrawn et son adjoint suivent un vaisseau qui profite des tirs pour fuir la base rebelle. En le suivant, ils finissent par tomber sur le chef de la rébellion : Nightswan, qui n'est autre que Nevil Cygni. Toutefois, une diversion prévue par Thrawn permet au duo de s'échapper. De retour sur Batonn, Eli est abasourdi de constater que Thrawn a réussi à utiliser des vaisseaux légers pour tirer un vaisseau-amiral hors de portée des défenses rebelles. L'amiral Durril est rappelé, et Thrawn est chargé de mater les rebelles sur Batonn.
Thrawn y parvient en se servant des croiseurs comme boucliers contre les armes ioniques et en tirant sur l'eau entourant l'île afin de neutraliser l'artillerie en dépassant le bouclier de l'île, ce qui lui assure une victoire rapide, du moins en apparence car Thrawn a découvert que le gros des forces rebelles s'est regroupé dans une mine impériale. Il reçoit l'aide inattendue de la gouverneure Pryce, dont les parents dirigent la mine. Alors qu'elle s'infiltre derrière les lignes ennemies, Thrawn organise une rencontre en face-à-face avec Cygni, au cours de laquelle il lui révèle toute la vérité.
En réalité, Thrawn n'a jamais été exilé. Il était chargé d'évaluer l'Empire et de déterminer s'il pouvait être un allié dans la lutte contre les menaces que les Chiss doivent affronter, où s'il pouvait servir de diversion le temps que les Chiss parviennent à se renforcer suffisamment pour vaincre ces menaces,. C'est au cours du premier contact qu'Eli Vanto a attiré son attention en l'identifiant comme un Chiss. Thrawn le prit sous son aile pour vérifier qu'il n'était pas un espion ; mais le temps qu'il comprenne que non, il avait découvert chez le jeune officier des talents innés pour l'art du commandement et décidé de faire de lui son apprenti secret à son insu. Il propose également un poste à Cygni, non pas pour l'Empire, mais pour l'Ascendance Chiss. Toutefois, Cygni refuse par loyauté et par devoir envers les hommes qu'il dirige et quitte la réunion.
Thrawn se retrouve alors avec le colonel Yularen qui l'a suivi tout du long et le convainc de sa loyauté à l'Empire et de la stratégie qu'il a mis en place pour contrer une future attaque rebelle. En effet, ses vaisseaux d'escorte ont été durement touchés lors de l'attaque sur l'île et leur disposition invite n'importe quel attaquant un peu sensé à frapper pour détruire toute la force opérationnelle vaisseau après vaisseau, ce qui est exactement ce sur quoi Thrawn compte pour les vaincre. De ce fait, quand l'attaque survient, en plus des vaisseaux endommagés, les vaisseaux légers insurgés se retrouvent face-à-face avec des nuées de chasseurs et sont détruits. Thrawn se prépare à attaquer la mine dès que le bouclier la protégeant aura été saboté. Mais une énorme explosion la détruit avec des milliers d'insurgés —  dont Cygni — et de civils.
Seuls Arihnda Pryce et ses parents s'en sortent, et Thrawn comprend que c'est elle qui a délibérément commis ce massacre. Toutefois, il ne peut rien prouver et ne peut par conséquent rien tenter contre elle. Peu après, l'Empereur Palpatine décide à la suite de ce massacre de le promouvoir au rang de Grand Amiral et à la tête de la 7e Flotte, et lui confie la tâche de réprimer l'insurrection sur Lothal, la planète de la gouverneure Pryce, à la demande du Grand Moff Tarkin,,. Le Grand Amiral révèle au souverain qu'à partir d'une simple anomalie dans le marché de minerai, il a tout découvert sur le projet « Étoile de la mort », ce qui impressionne l'Empereur. Thrawn donne finalement son journal intime — dans lequel se trouvent les coordonnées de la légendaire planète des Chiss — à Eli Vanto, son apprenti, pour qu'il s'engage dans l'Ascendance Chiss et aide son peuple à lutter contre les menaces imminentes qui vont bientôt frapper.

##### Alliances
Pendant la guerre des clones, Thrawn s'est allié avec le général Skywalker afin de retrouver Padmé sur Batuu. Cela les pousse à arrêter le projet de super-droïdes de combat en cortosis (métal résistant aux tirs de blaster et aux sabres laser) des Séparatistes. Ils comprendront plus tard que les Grysks avaient aidé la CSI à créer ces droïdes,,.
Sous l'Empire, Thrawn est convoqué par l'Empereur pour se rendre sur Batuu avec Dark Vador. L'Empereur y a détecté une menace et a donc appelé ses alliés les plus efficaces pour qu'ils s'en occupent,.
Ils y trouvent des Grysks, une espèce que seul Thrawn connaît dans l'Empire, puisqu'il s'agit d'une civilisation des Régions inconnues qui représente une menace pour les Chiss ; l'Empire n'est pas très au courant de ce qui arrive dans les Régions inconnues. Finalement, les Impériaux repoussent les Grysks de la zone, du moins temporairement.
Durant cette mission, Thrawn montre plusieurs fois qu'il sait que Vador et Anakin sont la même personne,,,.

##### Trahison
Les événements se déroulent peu avant les deux derniers épisodes de la série Star Wars Rebels.
Thrawn reste, depuis qu'il a découvert l'existence de l'Étoile de la mort, opposé au projet. Selon lui, détruire la station suffirait à affaiblir l'Empire, en lui ôtant des ressources et du personnel haut gradé (il n'aura pas tort). Il défend alors le projet des TIE Defenders, qu'il supervise sur Lothal,. Krennic, de son côté, dirige la construction de l'Étoile de la mort et veut obtenir pour ce projet les fonds fournis à celui de Thrawn. Krennic obtiendra par la suite les fonds donnés à Thrawn en raison de la destruction de l'usine de production des TIE Defenders, qui provoque l'arrêt du projet du Chiss.
Les deux Impériaux font alors une sorte de pari : si Thrawn réussit à chasser des Mynocks d'une des routes d'approvisionnement secrètes de l'Étoile de la mort en moins d'une semaine, il garde son financement des Defenders. Sinon, son projet est arrêté au profit de l'Étoile de la mort.
En découvrant que des pièces destinées à l'Étoile de la mort sont volées grâce à la diversion offerte par les Mynocks, Thrawn découvre que les Grysks se sont aventurés jusqu'à l'intérieur de l'Empire, et qu'ils risquent même de découvrir l'existence de l'Étoile de la mort et d'en prendre le contrôle.
Il trouve aussi un vaisseau Chiss, avec à bord Eli Vanto, qu'il avait envoyé travailler dans l'Ascendance Chiss. Malgré la méfiance de plusieurs membres des équipages, les Chiss et les Impériaux finissent par s'allier contre les Grysks, ennemis communs. Ils les repoussent et les deux groupes se séparent. Durant cette mission, Thrawn hésitait entre son allégeance à l'Ascendance et celle qu'il doit désormais à l'Empire.
Thrawn demande plus tard au Grand Moff Tarkin que le Seigneur Vador s'occupe de la sécurité de l'Étoile de la mort, une sorte de vengeance contre l'équipe de Krennic, qui faisait tout pour le ralentir ou lui trouver des infractions à la loi impériale.
À la fin du livre, l'Empereur fait installer dans le Chimaera, vaisseau-amiral de Thrawn, une chambre spéciale qui lui permettra de parler à Ezra Bridger (dernier épisode de Star Wars Rebels).

#### Star Wars Rebels

##### Saison 3
L'apparition de Thrawn dans la saison 3 de Star Wars Rebels marque son retour dans l'univers officiel de Star Wars.
Le Grand Amiral Thrawn, alors à la tête de la 7e Flotte et promu récemment pour sa victoire à la bataille de Batonn, est appelé par le Grand Moff Tarkin à la demande de la gouverneure Arihnda Pryce pour mater la Rébellion, en particulier l'Escadron Phoenix. Dès son arrivée, il fait déjà preuve de son génie stratégique en devinant la prochaine attaque de l'Escadron Phoenix à partir de deux événements apparemment mineurs et sans lien entre eux.
Sa capacité à déceler dans l'art des espèces leurs tendances et leurs points faibles lui permet plus tard de démasquer instantanément Hera Syndulla (la cheffe de l'Escadron Phoenix) — qui se faisait passer pour une servante afin de récupérer le Kalikori de sa famille, le totem familial sacré twi'lek — et Ezra Bridger (le plus jeune membre), déguisé en soldat impérial, et de les capturer pour faire un échange (en réalité une embuscade) avec un important chef rebelle, à savoir le père d'Hera, Cham Syndulla. Il laisse un subordonné, le capitaine Slavin, superviser l'échange afin d'observer comment les rebelles se sortent de l'embuscade.
Quand l'Escadron Phoenix tente de rapatrier des sympathisants, il envoie l'amiral Konstantine avec une petite force afin d'empêcher le rapatriement et débarque quand ce dernier appelle des renforts, pour laisser les rebelles s'en aller. C'est en faisant une enquête pour découvrir l'origine de sabotages touchant le matériel militaire fabriqué dans une usine impériale qu'il comprend que les rebelles sont aidés par une taupe au sein même de son état-major, nom de code « Fulcrum » et que son projet de TIE Defenders — un chasseur TIE qui, contrairement aux autres engins de sa gamme, est équipé d'un bouclier, de laser lourds et d'hyperpropulseurs lui permettant d'agir de manière autonome — est découvert.
La destruction d'un Destroyer stellaire impérial par un droïde infiltrateur saboté renvoyé par la Rébellion permet à Thrawn de réduire considérablement le nombre de cachettes possibles pour les rebelles. Après une enquête menée dans son vaisseau-amiral — le Chimaera — par le colonel Yularen, au cours de laquelle il échappe à une tentative d'assassinat et qui identifie le lieutenant Lyste comme étant « Fulcrum », Thrawn finit par déduire — encore une fois grâce à son intérêt pour l'art — que « Fulcrum » n'est autre que l'agent Kallus, du Bureau de la sécurité impériale.
Lorsque la sénatrice Mon Mothma s'enfuit du Sénat après une déclaration incendiaire contre l'Empereur Palpatine qui lui vaut la peine capitale, le Grand Amiral, apprenant que c'est Hera qui pilote le vaisseau, parvient à prédire la trajectoire qu'elle empruntera et à lui tendre une embuscade dont elle réchappera, permettant à l'Alliance rebelle de naître officiellement,.
Grâce à un piège hautement élaboré, Thrawn manipule l'agent Kallus pour qu'il contacte la Rébellion, et procède ensuite à son arrestation. Il utilise la triangulation du signal, couplé à la trajectoire d'une flotte rebelle, celle du général Dodonna, pour localiser la base rebelle, située sur la planète Atollon, qui n'est pas sur les cartes impériales, mais dont Thrawn connaît l'existence grâce à ses représentations sur des œuvres artistiques dont il est friand.
La 7e Flotte impériale, menée par le Chimaera, se déploie près de la base rebelle et affronte la flotte rebelle avec une écrasante supériorité, notamment deux vaisseaux Interdictor sous le commandement de l'amiral Konstantine. Contrairement à l'officier impérial moyen, qui aurait foncé tête baissée, Thrawn engage la flotte en gardant ses distances en attendant de voir la tactique désespérée que l'Alliance va employer, en l'occurrence une collision volontaire.
Malheureusement pour Thrawn, l'insubordination de l'amiral Konstantine, qui en avait assez de se faire recadrer par le Grand Amiral, offre l'occasion que les rebelles attendaient et provoque sa propre mort,, ainsi que la perte de l'un des deux Interdictor. La flotte rebelle retourne à la base et active le bouclier. Thrawn ordonne alors un bombardement orbital qui manque de surcharger le bouclier, mais l’interrompt avant que le bouclier ne cède. Il mène ensuite un assaut terrestre, anticipant les manœuvres défensives adverses, et finit par capturer le Haut commandement rebelle.
C'est alors que le Bendu, enragé par Kanan Jarrus l'ayant traité de lâche, fait son intervention, surprenant tout le monde — y compris le Grand Amiral — et permettant aux rebelles de s'échapper,, avec les renforts mandaloriens ayant détruit le dernier Interdictor. Thrawn parvient à l'abattre et le rejoint pour l'interroger. Quand le Bendu prédit sa défaite, Thrawn lui tire dans la tête, seulement pour voir le corps disparaître avec un rire,.

##### Saison 4
Thrawn revient dans la dernière saison de Star Wars Rebels, à nouveau en tant qu'antagoniste principal.
Quand le gouverneur mandalorien Tiber Saxon teste la « Duchesse », une arme conçue à l'origine par Sabine Wren (la spécialiste en explosifs de l'Escadron Phoenix), Thrawn est impressionné par l'efficacité de l'arme, mais remarque tout de suite qu'elle n'est pas aussi puissante que promis. La Duchesse sera finalement détruite par l'Escadron Phoenix.
Le Grand Amiral revient ensuite sur Lothal afin de constater les essais de la nouvelle version de son TIE Defender, le TIE Defender Élite, juste à temps pour assister à son détournement par la Rébellion. Afin de les retrouver, il dépêche son garde personnel noghri, Rukh, qui échoue toutefois à les capturer. Cet échec lui indique que les rebelles vont lancer une offensive majeure, et il organise un blocus au-dessus de Lothal à plusieurs niveaux qui réduit la force d'attaque rebelle en miettes. Apprenant la capture de Hera Syndulla, devenue générale, il vient assister à son interrogatoire par la gouverneure Pryce et l'interroge lui-même à propos du sens artistique de son Kalikori, qu'il a conservé dans son bureau, et tente de lui faire perdre son calme en devinant que certaines parties du totem ont été inspirées par un frère disparu.
Peu après, il est contacté par le Grand Moff Tarkin, qui l'informe qu'Orson Krennic est en train de marquer des points pour son projet secret, et que le Grand Amiral doit se rendre en personne devant l'Empereur afin de défendre son programme TIE Defender Élite. Il apprend peu après la mort de Kanan Jarrus dans la destruction de la raffinerie de carburant, provoquée par la gouverneure Pryce et qui provoque l'arrêt de la production de TIE Defenders,,,. Il est d'autant plus enragé que Pryce organise un inutile défilé afin de masquer cet échec majeur, et lui promet de s'occuper de son cas une fois de retour.
Il revient finalement pour l'ultime bataille de Lothal, alors que ses troupes ont reçu un ordre d'évacuation générale de la sphère de contrôle impériale. Il charge Rukh de désactiver le bouclier planétaire, ce qui lui permet de commencer le bombardement de la capitale sans atteindre ses hommes. Il pose un ultimatum à Ezra Bridger : soit le jeune Jedi se constitue prisonnier et vient à bord du Chimaera, soit il rase la ville et sa population civile.
Une fois Ezra capturé et amené dans son bureau personnel, il commence à avoir une conversation philosophique avec lui, reprochant aux Jedi de choisir l'option moralement défendable plutôt que l'option stratégiquement efficace, et admettant que la Force reste un mystère pour lui. Il lui explique qu'il n'a pas l'intention de détruire complètement Lothal et qu'il va assurément conserver les œuvres d'art de ses adversaires, faisant ensuite l'éloge des talents artistiques de Sabine Wren. Quand Ezra perd son calme et lui dit qu'il n'a aucun droit sur ces œuvres, le Grand Amiral répond que ce n'est pas une question de droit mais de pouvoir, quelque chose que son maître lui enseignera, après quoi il le mène devant un hologramme de l'Empereur.
Revenant sur la passerelle de commandement, il ordonne de reprendre le bombardement de la capitale, qui échoue à la suite de la réactivation du bouclier planétaire. Il comprend que Rukh, son garde personnel, a été tué, juste avant qu'Ezra ne revienne sur la passerelle après avoir mis le plan de l'Empereur en échec. C'est à ce moment que le jeune Jedi révèle son propre plan pour en finir : appeler les Purrgils, d'énormes créatures vivant dans le vide spatial et capables de se déplacer dans l'hyperespace, pour qu'ils emmènent le Chimaera et la 7e Flotte en hyperespace aux confins de l'univers, dans les régions non-cartographiées de la galaxie. Thrawn se bat jusqu'au bout, parvenant même à blesser Ezra à l'épaule, mais ce dernier l'emprisonne et il ne peut empêcher les Purrgils de détruire son blocus puis sa flotte et d'emmener son vaisseau dans l'hyperespace,,,. Le départ du Grand Amiral Thrawn et du Chimaera permet aux rebelles de faire décoller la sphère de contrôle impériale et de la faire sauter, tuant la gouverneure Pryce restée à l'intérieur voulant servir l'Empire jusqu'au bout, et libérant ainsi définitivement Lothal de l'Empire,,,.

#### The Mandalorian
Bien qu'ayant disparu depuis la bataille de Lothal, des rumeurs commencent à se faire entendre 5 ans après la bataille d'Endor sur un potentiel retour de Thrawn comme héritier de l'Empire galactique, actuellement en morceaux. Ainsi, durant la saison 2 de la série The Mandalorian, l'ancienne padawan Jedi Ahsoka Tano, avec l'aide du chasseur de primes mandalorien Din Djarin, enquête sur la planète Corvus et arrête la Magistrate Morgan Elsbeth, une ancienne alliée de Thrawn, afin de l'interroger à propos de la localisation du Grand Amiral disparu. On apprend aussi durant la saison 3 que le capitaine impérial Pellaeon, anciennement sous les ordres de Thrawn sur Lothal, œuvre au Conseil de l'Ombre pour préparer le retour du Grand Amiral sur le devant de la scène galactique, ce qui le mène à se confronter au Moff Gideon et au commandant Brendol Hux qui ont leurs propres ambitions et projets pour l'avenir de l'Empire,,.

#### Ahsoka
Retenue captive par la Nouvelle République, Morgan Elsbeth est libérée par ses alliés Baylan Skoll et Shin Hati. Avec leur allié Inquisiteur Marrok, ils complotent pour ramener le Grand Amiral Thrawn de son exil. Malgré la mort de Marrok, puis de Morgan des mains d'Ahsoka Tano, Thrawn est finalement ramené de son exil sur la planète Peridea avec son vaisseau le Chimaera ainsi que les trois Grandes matriarches et une grande partie de ses troupes, dont son second le capitaine Enoch. De leur côté, Baylan Skoll et Shin Hati restent coincés sur Peridea, à l'instar d'Ahsoka et Sabine Wren.

### UniversLégendes
À la suite du rachat de la société Lucasfilm par The Walt Disney Company, tous les éléments racontés dans les produits dérivés datant d'avant le 26 avril 2014 ont été déclarés comme étant en dehors du canon et ont été regroupés sous l’appellation « Star Wars Légendes ».

#### Un stratège déchu
Thrawn était un haut gradé de la Flotte de Défense et d'Expansion Chiss. Cette espèce très hiérarchisée avait acquis un niveau technologique à même de lui permettre de produire une flotte de vaisseaux stellaires et d'avoir un empire de deux douzaines de planètes. Thrawn était reconnu par son peuple pour ses qualités de stratège.
Alors qu'il était en patrouille près des limites de l'empire Chiss, il tomba sur une force envoyée par Palpatine pour détruire le vaisseau du projet Vol vers l'infini consistant à l'envoi d'une mission de Jedi à l'extérieur de l'espace connu pour essayer de nouer de nouveaux contacts. Surpris par ce témoin incongru, les séides du Chancelier Suprême tentèrent de détruire la force Chiss, mais Thrawn les écrasa, alors qu'il était en infériorité numérique et technologique.
Il n'épargna que le commandant de la force républicaine, Kinman Doriana, qui tenta de le convaincre que le projet Vol vers l'infini représentait une menace. Thrawn utilisa les Vagari, des esclavagistes nomades vivant aux alentours du territoire Chiss, afin d'éliminer les défenses du Vol vers l'infini. Thrawn proposa une seconde et dernière fois la reddition du Vol vers l'infini, mais le maître Jedi Jorus C'Baoth tenta de le tuer en l'étranglant à distance par le truchement de la Force. Doriana dut utiliser une arme fatale pour tuer C'Baoth, ce qui causa malheureusement la mort de tout l'équipage du Vol vers l'infini. Il lança ensuite sa flotte à la poursuite des Vagari, mais certains d'entre eux réussirent à s'échapper. De retour sur Csilla, ses supérieurs lui reprochèrent durement d'avoir agi de façon agressive alors que sa mission n'était que de défendre les frontières de l'empire Chiss. Mitth'raw'nuruodo fut donc banni et exilé sur une planète primitive.

#### Montée en grade
En l'an 6 av. BY, un Destroyer impérial de classe Venator à la poursuite du contrebandier Booster Terrik arriva sur la planète d'exil de Thrawn. Celui-ci humilia la force de débarquement impériale, lui faisant mordre la poussière alors qu'il n'avait pas d'arme, utilisant au maximum le terrain. Impressionné, le commandant du Destroyer, Voss Parck, emmena le Chiss avec lui et le présenta à l'Empereur lui-même. Ce dernier sentit la force de caractère et le génie du non-humain mais ne pouvait passer outre aux règles xénophobes qu'il avait lui-même établies et c'est ainsi que, connu sous le diminutif de Thrawn, le Chiss commença l'entraînement impérial.
En dépit de l'aversion latente dans la Marine Impériale pour les non-humains, Thrawn gravit rapidement les échelons de la hiérarchie impériale et eut bientôt un Destroyer Stellaire sous ses ordres. Ce dernier était souvent utilisé par le Jedi Noir Jerec et il ne fait aucun doute que Palpatine comptait sur Thrawn pour surveiller son ambitieux disciple. À l'époque de la bataille de Yavin, le Chiss eut aussi pour mission de cartographier pour l'Empire galactique les Régions Inconnues à l'aide du Destroyer Stellaire Admonitor et il en profita pour rétablir le contact avec ses congénères. Ceux-ci l'accueillirent en sauveur car ils avaient fort affaire avec un mystérieux et puissant ennemi (probablement les Yuuzhan-Vong) et lui donnèrent le commandement de leur empire malmené. C'est à cette époque qu'il fit construire sur la planète Nirauan son centre opérationnel secret, la Main de Thrawn.
Environ un an après la bataille de Yavin, Thrawn fut promu au rang d'Amiral. On a suggéré que cette promotion officielle était accompagnée de la nomination officieuse de Thrawn par Palpatine au rang de Grand Amiral, le plus élevé dans la Marine Impériale. Toutefois, il ne pouvait y avoir plus de douze Grands Amiraux en même temps (à cause de l'organisation de la Flotte), ce ne fut donc pas annoncé et très peu de personnes furent au courant.
En 3 ap. BY, quelques mois avant la bataille de Hoth, Thrawn, sous les ordres de Dark Vador qui voulait affaiblir le Prince Xizor, monta une machination pour éliminer le lieutenant du Soleil Noir, Zekka Thyne. Manipulant la CorSec, il réussit par l'intermédiaire de ses deux agents Hal Horn et Corran Horn à faire capturer Thyne. Vador lui confia en remerciement la direction des Commandos de la Mort Noghri. Ce fut aussi Thrawn qui, à la même époque, mit au point l'attaque contre le convoi rebelle près de Derra IV, menant à la destruction totale du convoi sous le feu du 181e escadron du Baron Soontir Fel.
À la suite de la bataille de Hoth, Thrawn mata la rébellion du Grand Amiral Zaarin et son grade de Grand Amiral fut officialisé, prenant la place du traître à l'Empire. Dans le chaos de la bataille d'Endor, le compte des Grands Amiraux de l'Empire ne put clairement être établi et l'on perdit la trace de Thrawn, envoyé de nouveau par l'Empereur dans les Régions Inconnues. Après Endor, il retourna dans sa base de Nirauan, restant en contact avec Ysanne Isard, mais ne revint pas vers l'Empire car il n'aimait pas le caractère imprévisible et sanguinaire de « Madame le Directeur des Renseignements Impériaux ». Il en profita pour renforcer son armée impérialo-Chissienne et fut rejoint par Voss Parck et le colonel Soontir Fel.

#### Un nouvel espoir… pour l'Empire
L'Empire mis à genoux par la défaite d'Ysanne Isard dans la guerre du Bacta, Thrawn revint seul, laissant son armée à la Main de Thrawn. Il choisit comme vaisseau amiral le destroyer stellaire Chimaera et en prend le commandement, avec le capitaine Gilad Pellaeon comme second. Les dignitaires de l'Empire galactique, Moff et autres hauts gradés, acceptent son commandement voyant en lui l'espoir de reprendre l'avantage sur la Nouvelle République.
Après une longue préparation en secret, il se rend sur la planète Wayland où est caché l'entrepôt secret et personnel de l'Empereur dans le but de rassembler les ressources nécessaires à son attaque. Ainsi, il récupére un prototype de manteau bouclier, rendant complètement invisible le vaisseau qui l'active, mais aussi un complexe de clonage Spaarti entier, lui permettant de se lancer dans la production de clones à large échelle. Enfin, il réussit à recruter le Jedi fou Joruus C'Baoth, clone d'un maître Jedi que Thrawn avait éliminé lors de l'opération sur le projet Vol vers l'infini. En échange de la livraison par l'Empire de Leia Organa Solo et des jumeaux qu'elle porte, le Jedi fou accepte de coordonner grâce à la Force les troupes impériales.
Lançant enfin sa campagne contre la Nouvelle République, il faillit lors de la bataille de Sluis Van voler une flotte entière à la Rébellion à l'aide de taupes minières qu'il a subtilisées à Lando Calrissian, mais ce dernier réussit à empêcher le bon déroulement des plans du Grand Amiral en déclenchant toutes les taupes, rendant les vaisseaux inutilisables. Thrawn s'attire la loyauté absolue de ses hommes en battant en retraite prudemment, alors que la tendance dans ce genre de situation est plutôt à l'attaque suicide vengeresse avec Ysanne Isard.
Il utilise alors les cylindres de clonage pour approvisionner en clones les vaisseaux de la Flotte Katana, une flotte de 200 cuirassés qui avait disparu après un saut dans l'hyperespace avant la guerre des clones, et qu'il récupére presque entièrement à son profit. Il crée aussi des cellules dormantes formées de clones qu'il essaime dans toute la galaxie, en prévision d'un éventuel revers. Il se fait faire une unité de clonage individuelle spéciale contenant un clone de lui-même qu'il expédie dans la Main de Thrawn.
Il utilise des astéroïdes sous manteaux boucliers qu'il largue en orbite autour de Coruscant pour mettre la planète-capitale sous blocus, l'obligeant à maintenir son bouclier orbital continuellement ouvert. Ses attaques coordonnées font des ravages et la Nouvelle République recule sous les coups des stratégies du grand amiral, depuis la bataille d'Endor la victoire n'avait jamais semblé aussi proche pour l'Empire.
Mais la chance était avec les rebelles et c'est ainsi que Leia Organa réussit à retourner les noghris contre leur maître, leur ouvrant les yeux sur l'esclavage que leur imposait l'Empire galactique. En plein milieu de la bataille de Bilbringi qu'il était sur le point de remporter, le garde du corps noghri de Thrawn, Rukh, lui enfonce son poignard dans le cœur.

#### Possible retour
En 19 ap. BY, alors que l'amiral Gilad Pellaeon devenu Commandeur Suprême de la flotte des Vestiges de l'Empire cherche à signer un traité de paix avec la Nouvelle République, le grand amiral semble réapparaître. Il s'agit en fait d'une machination ourdie par le moff Disra qui s'appuit sur un excellent imitateur, Flim, et sur les qualités tactiques d'un clone expérimental alliant les qualités de stratège de Thrawn et la puissance physique d'un garde impérial. Cette association fonctionne à merveille, gagnant système planétaire après système planétaire, simplement sur la réputation d'infaillibilité du grand amiral.
Mara Jade et Luke Skywalker enquêtent, trouvant la Main de Thrawn sur Nirauan. Ils trouvent aussi le cylindre de clone avec Thrawn dedans, prêt à renaître, mais celui-ci est mis définitivement hors d'état de nuire quand la chambre de clonage est noyée sous les eaux lorsqu'elle s'écroule. Du côté impérial, l'amiral Pellaeon démasque Disra et ses complices, mettant définitivement un terme à la légende de Thrawn.

## Personnalité

### Dans l'universLégendes
« Il faut apprendre l'art, capitaine. Lorsque vous comprenez l'art d'une espèce, c'est l'espèce que vous comprenez. »

— Thrawn, L'Héritier de l'Empire,
Comme dit précédemment, Mitth'raw'nuruodo est un stratège. Il se base sur l'étude de l'art d'une espèce pour en prévoir le comportement et exploiter ses points faibles. Il se sert pour cela d'hologrammes tirés de la bibliothèque Chiss. À part pour un objet, dernier vestige d'une civilisation, la seule qu'il ne parvint pas à analyser ; il explique alors à Pellaeon qu'il dut la détruire. Il sait profiter de toutes les ressources à sa disposition et retourner une faiblesse en avantage, comme avec le manteau bouclier difficile à utiliser car il rend complètement aveugle le vaisseau l'utilisant. De plus, contrairement à l'officier impérial moyen, il n'utilise que le strict nécessaire pour ses opérations et est suffisamment intelligent pour ne pas céder à la fierté — qui lui aurait dicté d'effectuer une dernière attaque suicide pour tenter vainement de camoufler son échec — et se retirer quand il est défait.
Sachant s'attirer la loyauté de ses hommes par son sens de la justice ; il est prêt à pardonner une erreur, mais est intraitable avec ceux qui n'en tirent pas de leçon et sait promouvoir les bons éléments. Contrairement à Dark Vador, il sait accepter les critiques et les bonnes idées provenant de ses subordonnés. Thrawn sait aussi être admiratif devant son ennemi, même s'il n'est pas très loyal dans le sens où il n'hésite pas à se servir de toutes les possibilités, même les plus viles, pour arriver à ses fins.
Ses derniers mots, alors que la bataille de Bilbringi faisait rage et que la vie le quittait ont été pour son second au sujet du geste qui l'a envoyé à la mort : « Mais… c'était si artistiquement fait,. »

### DansRebels
« Pour vaincre son ennemi, il faut bien le connaître, c'est-à-dire pas simplement ses tactiques de combat, mais aussi son histoire, sa philosophie, ses formes d'art. »

— Thrawn, Star Wars Rebels : Le Culte des ancêtres
La version de Thrawn dans Star Wars Rebels est assez similaire à celle des romans. Il s'agit d'un stratège de génie, qui a toujours 20 coups d'avance sur son adversaire. Il se sert de l'art de ses adversaires pour les connaître, et assembler les dernières pièces des puzzles qui se présentent à lui. Il a également des manières raffinées et est admiratif de ses adversaires tout en étant tout aussi impitoyable.
Cependant, des différences existent entre les deux versions : ainsi, pour commencer, l'importance de l'art pour ses stratégies, même si elle est soulignée, est déjà moindre que dans les romans. Ensuite, alors que dans les romans, il conserve un contrôle parfait de ses émotions, dans la série, on le voit perdre brièvement son sang-froid. Quand le capitaine Slavin suggère de jeter une œuvre d'art, à savoir le Kalikori d'Hera Syndulla (un totem qui est considéré comme sacré par les Twi'leks), il saisit l'officier par le col avec une expression de fureur avant de se ressaisir. Enfin dans la série, on le voit s'entraîner et combattre au corps à corps, des aptitudes qui ne sont pas mentionnées dans les romans ; de même que mener un assaut terrestre, alors que dans le roman, il n'a jamais quitté la passerelle de commandement du Chimaera au cours du combat, même pour l'unique assaut terrestre qui y est décrit en détails.

## Origine du nom
Thrawn signifie « tordu » et « pervers » en écossais.
Dans l'histoire, le nom complet du personnage est Mitth'raw'nuruodo : chaque membre de la civilisation Chiss dispose d'un nom comportant trois éléments, le premier et le dernier faisant référence à la famille d'appartenance et le second correspondant au prénom chez les humains. Le nom court des Chiss est formé avec le dernier son du premier élément, le deuxième élément et le premier son du dernier élément : Mitth'raw'nuruodo devient ainsi Thrawn. Chez les Chiss, l'usage du nom court marque une relation peu formelle (assez proche d'un tutoiement), mais Thrawn a proposé d'en faire l'usage général pour les espèces comme les humains qui prononcent trop mal les noms complets,.

### Traductions
1. ↑  « Learn about art, Captain. When you understand a species' art, you understand that species. ».
2. ↑  « But… it was so artistically done. ».
3. ↑  « To defeat an enemy, 
you must know them, not simply their battle tactics, but their history, philosophy, art. ».